# Le Voyeur (film, 2022)
Pour les articles homonymes, voir Le Voyeur.
Pour plus de détails, voir Fiche technique et Distribution.
Le Voyeur (Watcher) est un film américain réalisé par Chloe Okuno, sorti en 2022.

## Synopsis
La ville de Bucarest est en émoi à cause de la traque d'un tueur en série. Julia, une jeune actrice qui vient de s'installer dans un appartement avec son petit ami, remarque qu'un voyeur l'observe de l'autre côté de la rue.

## Fiche technique
- Titre : Le Voyeur
- Titre original : Watcher
- Réalisation : Chloe Okuno
- Scénario : Zack Ford et Chloe Okuno
- Musique : Nathan Halpern
- Photographie : Benjamin Kirk Nielsen
- Montage : Michael Block
- Production : Derek Dauchy, John Finemore, Aaron Kaplan, Roy Lee, Mason Novick, Sean Perrone et Steven Schneider
- Société de production : Animal Casting Time, Imagenation Abu Dhabi, Lost City et Cinetic Media
- Société de distribution : IFC Films (États-Unis)
- Pays de production :  États-Unis,  Roumanie et  Émirats arabes unis
- Genre : Drame, thriller et horreur
- Durée : 96 minutes
- Dates de sortie : 
  - États-Unis : 3 juin 2022

## Distribution
- Maika Monroe : Julia
- Karl Glusman : Francis
- Burn Gorman : le voyeur / Weber
- Tudor Petrut : le chauffeur de taxi
- Gabriela Butuc : Flavia
- Madalina Anea : Irina
- Cristina Deleanu : Eleonora
- Bogdan Farcas : le voisin
- Daniel Nuta : Cristian
- Ioana Abur : la femme de Simion
- Flaviu Crisan : Simion
- Stefan Iancu : Sebastian
- Florian Ghimpu : l'officer Radu

## Distinctions
Le film a été présenté en sélection officielle en compétition au Festival du cinéma américain de Deauville 2022 et au Festival international du film fantastique de Gérardmer 2023.